# Elizabeth Billington
Elizabeth Billington   (Londres, 27 de desembre de 1765 - Venècia, 25 d'agost de 1818) va ser una cantant d'òpera britànica.

## Biografia

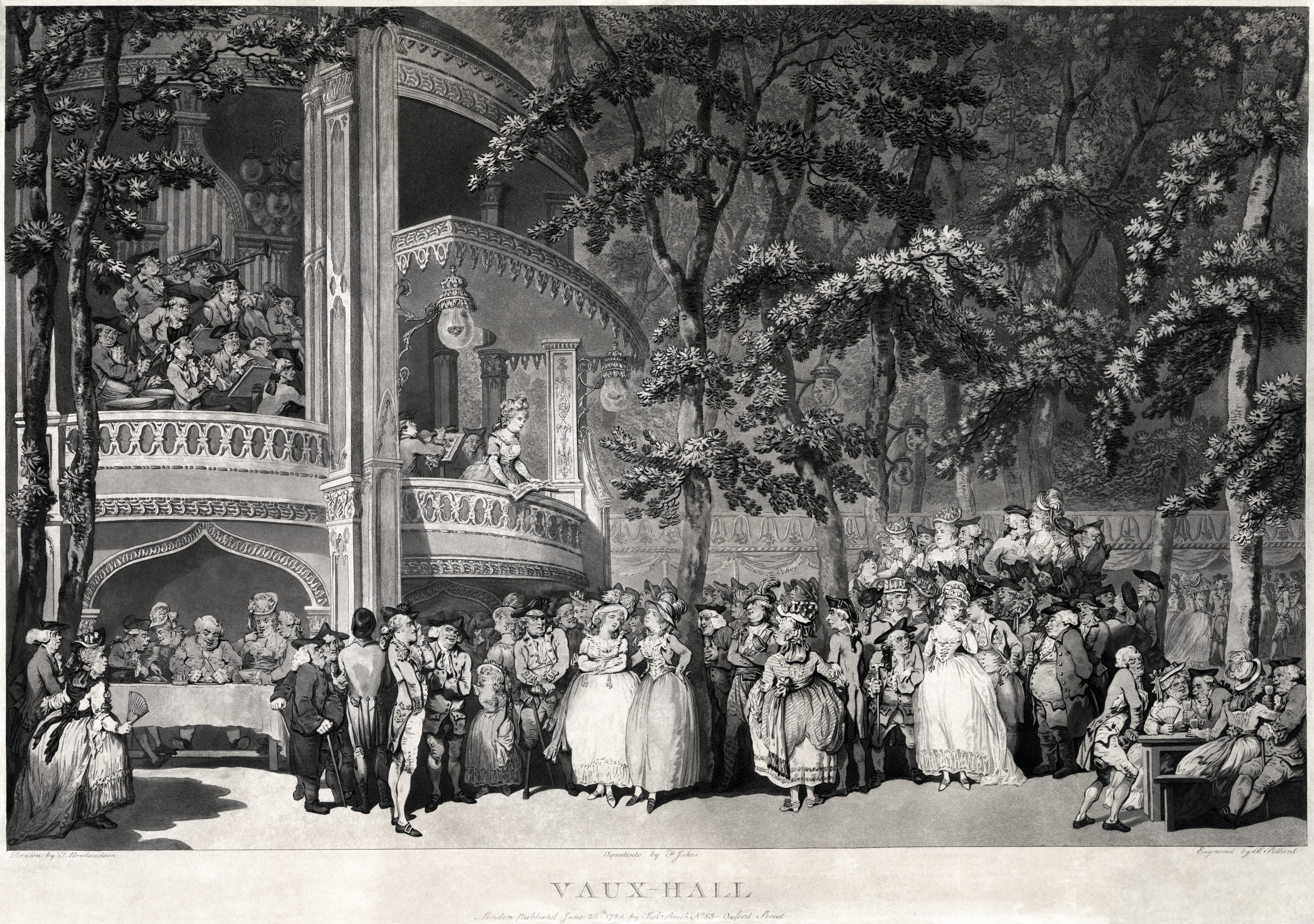
Frederika Weichsell, mare de la Sra. Elizabeth Billington

Va néixer el 27 de desembre de 1765 a Litchfield Street, Soho, Londres, filla de Carl Weichsel, natural de Freiberg, a Saxònia, que va ser oboista principal al King's Theatre. La seva mare, Frederika, de soltera Weirman, una vocalista anglesa de certa distinció, va ser alumna de Johann Christian Bach i va cantar al Vauxhall amb èxit entre 1765 i 1775.
Elizabeth Weichsel va rebre la seva primera instrucció musical, en companyia del seu germà Charles (que després va ser conegut com a violinista) i del seu pare, amb qui va estudiar el pianoforte amb tanta assiduïtat que el 10 de març de 1774 va tocar en un concert al Haymarket per a la seva mare. A més de la instrucció del seu pare, va estudiar amb Johann Samuel Schröter, i abans de complir dotze anys va publicar dos conjunts de sonates per a pianoforte. Aleshores va començar a centrar la seva atenció en el cultiu de la seva veu, i a la jove edat de catorze anys va aparèixer en un concert públic a Oxford.
El 13 d'octubre de 1783 es va casar amb el nom de soltera de la seva mare, Wierman, a l'església de Lambeth amb James Billington, un contrabaixista de l'orquestra de Drury Lane, de qui havia rebut lliçons de cant. Immediatament després del seu matrimoni, els Billington van anar a Dublín, on ella va fer la seva primera aparició a l'escenari en el paper d'Eurídice. Després de cantar a Waterford i altres ciutats d'Irlanda, va tornar a Londres el 1786 i li van oferir un compromís a Covent Garden només per tres nits, però ella va insistir a ser contractada durant dotze nits, amb un salari de 12 lliures a la setmana. En aquestes condicions, es va anunciar que apareixeria el 14 de febrer de 1786, però la fama que ja havia guanyat a Dublín l'havia precedit, i "per ordre de Ses Majestats" va aparèixer el dia 13 com a Rosetta a Love in a Village de Thomas Arne. Al final de les dotze nits va ser contractada per a la resta de la temporada amb un salari de 1.000 lliures.

Un relat contemporani d'ella en aquest període diu que la seva veu era d'una gran dolçor, abast i poder, i que posseïa 
| « | "una gran bellesa genuïna i maneres molt naturals i encantadores"; però el secret del seu gran èxit va ser el zel incessant amb què va estudiar el seu art. El seu cunyat, Thomas Billington, diu que originalment tenia "una veu i maneres molt indiferents, que va canviar completament per la indústria amb què, al llarg de la seva carrera pública, va cursar els seus estudis." | » |

Al final de la seva primera temporada va anar a París i va rebre lliçons d'Antonio Sacchini, del qual va ser l'última alumna, i en diferents períodes de la seva carrera també va estudiar amb Morelli, Ferdinando Paër i Friedrich Heinrich Himmel. Va tornar a Londres per a la temporada de 1786–7, i va continuar cantant allà, a Covent Garden, els Concerts de Música Antiga, els anomenats Oratoris i les Commemoracions de Händel, fins a finals de 1793. William Shield va escriure les seves òperes Marian i The Prophet per a ella, i el 1789 va aparèixer com a Yarico a la popular compilació del Dr. Arnold, Inkle and Yarico. Altres dels seus papers preferits van ser Mandane (a Artaxerxes), i les heroïnes de "Polly", "Duenna", "Castle of Andalusia", "Corali", "Clara" i "Flitch of Bacon".
El 1791 va tenir la gentilesa d'acollir Elizabeth Clendining, a qui havia conegut a Dublín. Clendinning va tenir una curta carrera com a cantant abans de retirar-se per formar una família, però el seu marit estava a la presó de deutors de Dublín i va anar a Anglaterra a buscar feina, i inicialment va trobar feina a Bath. La Billington no era feliç amb el seu matrimoni, i fins i tot abans d'haver aparegut als escenaris londinencs, es rumorejava que la seva bona fama s'havia ocupat. El 1792 va aparèixer una publicació anònima que afirmava contenir la seva correspondència privada amb la seva mare. Aquesta obra era d'una descripció tan vergonyosa i escandalosa que la Billington es va veure obligada a emprendre accions legals contra els editors. Una resposta a les "Memòries" va aparèixer al seu moment; però sembla probable que l'escàndol va induir la Billington a abandonar la seva professió i retirar-se al continent. Acompanyada pel seu germà i el seu marit, va deixar Anglaterra a principis de 1794 i va viatjar per Alemanya fins a Itàlia. A Nàpols, Sir William Hamilton, l'ambaixador anglès, la va convèncer de cantar en privat davant la família reial. Això la va portar a cantar al San Carlo, on va aparèixer en una nova òpera, Inez di Castro, escrita expressament per a ella per Francesco Bianchi, el 30 de maig de 1794. El seu cant va crear una impressió extraordinària, però el seu triomf es va veure truncat per la mort sobtada del seu marit, que va tenir lloc l'endemà de la seva primera aparició, quan es preparava per acompanyar la seva dona al teatre, després de sopar amb el bisbe de Winchester. Va romandre a Nàpols setze mesos i després va cantar a Florència, Liorna, Milà, Venècia i Trieste. El 1797, mentre cantava a Venècia, va quedar postrada per una greu malaltia durant sis setmanes. En recuperar-se, el teatre de l'òpera va ser il·luminat durant tres nits.

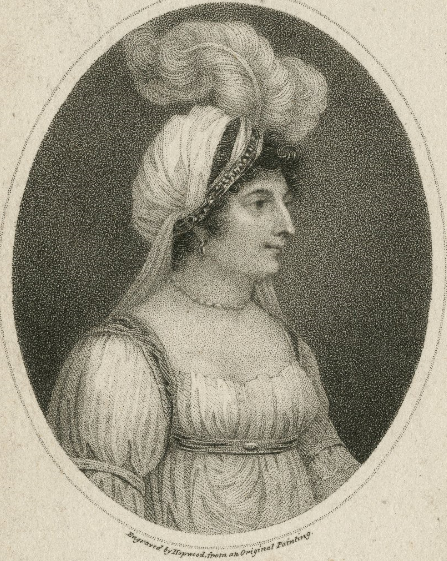
Mrs Billington per James Hopwood

A Milà va ser rebuda amb molt de favor per Josefina de Beauharnais, i allà va conèixer un jove francès, M. Felissent, amb qui es va casar el 1799. Després del seu segon matrimoni, va anar a viure a St. Artien, una finca que havia comprat entre Venècia i Treviso; però la seva vida es va tornar tan insuportable pels maltractaments que va rebre del seu marit que el 1801 el va deixar i va tornar a Anglaterra. Felissent, que, es deia, havia estat fuetejat públicament com a impostor a Milà, la va seguir a Londres, però va ser arrestat i expulsat del país com a estranger.
El retorn de la Billington a Londres va causar un gran enrenou en el món musical, i els directors tant de Covent Garden (Harris) com de Drury Lane (Richard Brinsley Sheridan) estaven ansiosos per assegurar-se els seus serveis. Després d'algunes negociacions, es va acordar que apareixeria alternativament a les dues cases, amb les condicions que rebria de 3.000 guinees per la temporada, juntament amb un benefici garantit de 500 lliures, i 500 lliures per al seu germà per dirigir l'orquestra les nits que actuava. La seva reaparició va tenir lloc a Covent Garden el 3 d'octubre de 1801, a l'obra Artaxerxes de Thomas Arne, en què va cantar el paper de Mandane i Incledon el d'Arbaces. Durant el 1801 va guanyar entre 10.000 i 15.000 lliures, i es diu que en un moment donat la seva fortuna va ascendir a 65.000 lliures. El 1802, la Billington va aparèixer en una òpera italiana al King's Theatre, amb motiu del comiat de Banti, quan tots dos grans artistes van cantar a Merope de Sebastiano Nasolini. Una actuació similar va tenir lloc el 3 de juny del mateix any, quan va ser convençuda de cantar un duet amb Mara, al concert de comiat del seu gran rival. Des d'aquest moment fins a la seva jubilació el 1811, va continuar cantant en òpera italiana. Winter va escriure el seu "Calypso" (1803) expressament per a ella, i el 1806 es va distingir produint, per al seu benefici, La clemenza di Tito, la primera òpera de Wolfgang Amadeus Mozart representada en aquest país. Durant el 1809-10 va patir molt de mala salut, i finalment es va retirar de la professió, i la seva última aparició es va anunciar al concert benèfic del seu germà el 3 de maig de 1811. Tanmateix, va aparèixer una vegada més a la Capella de Whitehall el 1814, en un concert en ajuda dels afectats per la guerra alemanya. Després de la seva jubilació, va viure amb estil principesc en una vil·la a Fulham. El 1817 es va reconciliar amb el seu marit i va anar a viure amb ell a prop de Venècia, on va morir el 25 d'agost de 1818.
La seva filla del seu primer marit havia mort de petita; però es creia que una filla adoptiva, que havia col·locat en un convent a Brussel·les, era la seva pròpia filla.

## Recepció de la crítica

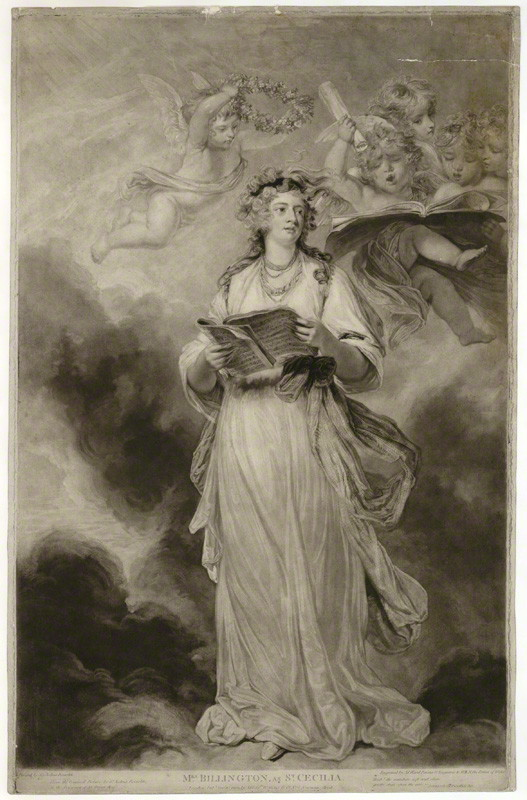
Elizabeth Billington, segons Sir Joshua Reynolds

Les opinions contemporànies sobre els mèrits de la Billington com a cantant difereixen en un grau singular. Sempre va ser la seva desgràcia veure's obligada a una posició de rivalitat amb algun altre gran artista, i per tant el partidisme sovint va guiar els judicis dels seus crítics. Quant a l'acabat perfecte del seu cant, tothom hi està d'acord. El comte de Mount Edgcombe diu que la seva veu era dolça i flexible, la seva execució neta i precisa, els seus embelliments de bon gust i judiciosos, però que li faltava sentiment i no era actriu. La senyoreta Seward escriu d'ella: "Té massa seny per jugar com Mara en les cançons sagrades"; però Jordi III, que no era un jutge de poca monta —en suggerir en un memoràndum escrit que Lord Carmarthen "si pot aconseguir que canti cançons patètiques, i no les adorni massa, estarà fent un servei essencial a la cort"— sembla insinuar que tenia el gran defecte dels cantants d'aquella època, és a dir, l'ús excessiu i indiscriminat d'embelliments vocals. Va ser durant tota la seva vida una pianista consumada. Salomon solia dir que «cantava amb els dits», i força tard va tocar un duet en públic amb Johann Baptist Cramer.
En persona, la Billington era molt atractiva, tot i que propensa a la corpulència. El seu retrat va ser pintat per Sir Joshua Reynolds com a Santa Cecília, i ha estat gravat per James Ward, Pastorini i Cardon. L'exposició de mestres antics a Burlington House el 1885 contenia un petit retrat de Reynolds, que es deia que era de la Billington en la seva joventut, una afirmació que probablement és inexacta. Es van pintar dues miniatures d'ella, una de Daniel, i hi ha gravats d'ella de T. Burke segons De Koster, com a Mandane per Heath segons Stothard, per Bartolozzi segons Cosway, per Dunkarton segons Downman i per Assen. Un retrat de Clara a la "Duenna", pintat i gravat per J. R. Smith el 1797, probablement representa la Billington. Haydn va dir d'ella que Sir Joshua Reynolds hauria preferit pintar els àngels escoltant la Billington cantant, que haver representat, com va fer, la Billington escoltant els àngels.